# Rue Ben Yehuda

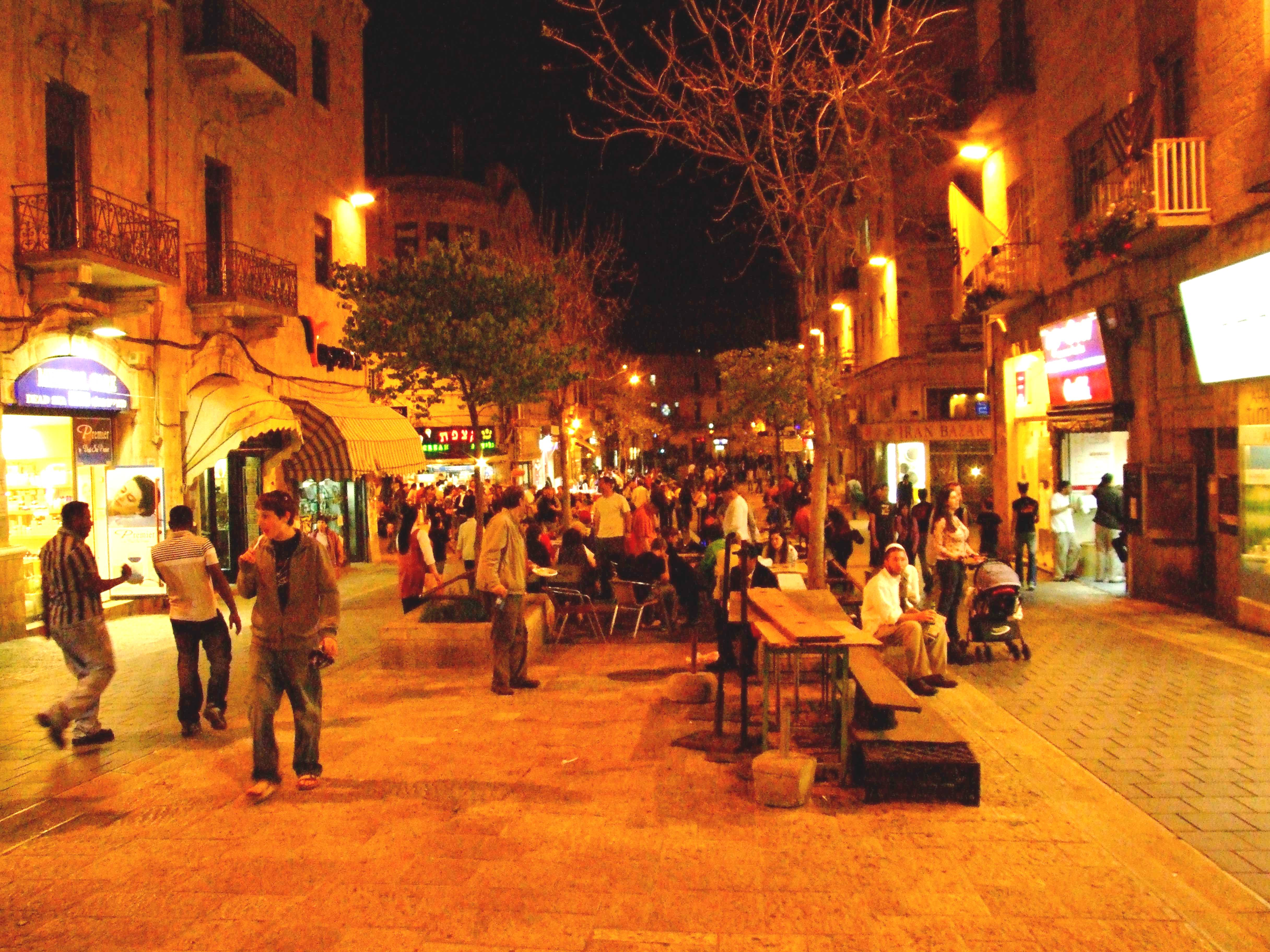
Rue piétonne Ben Yehuda à Jérusalem - vue nocturne

La rue Ben Yehuda (hébreu : רחוב בן יהודה) est une rue importante dans le centre-ville de Jérusalem, en Israël. C'est une rue piétonne. Elle va de la rue King Georges au Zion Square (square de Sion). Elle porte le nom du créateur de l'hébreu moderne Eliezer Ben-Yehuda.

## Histoire
- Construite dans les années 1920[2].
- Le 22 février 1948, les hommes d’Hadj Amin al-Husseini organisent à l’aide de déserteurs britanniques un triple attentat à la voiture piégée qui vise les bureaux du journal The Palestine Post, le marché de la rue Ben Yehuda et l’arrière-cour des bureaux de l’Agence juive, faisant respectivement 22, 53 et 13 morts juifs ainsi que des centaines de blessés[3],[4],[5],[6].
- Le 4 septembre 1997: attentat-suicide rue Ben Yehuda; 4 ou 7 morts[7],[8].
- Le 1er décembre 2001 : double attentat-suicide rue Ben Yehuda; 11 morts, 180 blessés[9].